# تورکا، شهرستان لوبلین
تورکا، شهرستان لوبلین (به لاتین: Turka, Lublin County) یک منطقهٔ مسکونی در لهستان است که در Gmina Wólka واقع شده‌است.

## خصوصیات
تورکا ۳٬۲۱۴ نفر جمعیت دارد.